# Kabupaten Aceh Utara
Kabupaten Aceh Utara es una de las Regencias o Municipios (kabupaten) localizado en la provincia de Aceh en Indonesia. El gobierno local del kabupaten y la capital se encuentra en la ciudad de Lhoksukon.
El kabupaten de Aceh Utara comprende una superficie de 3.296,86 km² y ocupa parte del norte de la isla de Sumatra. La población se estima en unos 502.288 habitantes.
Es la región más industrializada después de la isla de Java, debido sobre todo a importantes fábricas de procesamiento de gas líquido.
El kabupaten se divide a su vez en 22 Kecamatan, 2 Kelurahan y 852 Desa.

## Enlaces
- Official website (en indonesio)

- Datos: Q5750
- Multimedia: North Aceh Regency / Q5750